# Litoria jeudii
Litoria jeudii (Garman New Guinea Treefrog) es una especie de anfibio anuro del género Litoria, de la familia Hylidae.

## Distribución geográfica
Es originaria de Papúa Nueva Guinea.